# Diplostichus
Diplostichus är ett släkte av tvåvingar. Diplostichus ingår i familjen parasitflugor.
Släktet innehåller bara arten Diplostichus janitrix.